# Sân bay nội địa Hafar Al-Batin
Sân bay nội địa Hafar Al-Batin (IATA: HBT, ICAO: OEKK) là một sân bay ở Thành phố quân sự vua Khalid, Ả Rập Xê Út. Sân bay này nằm 60 km về phía nam của Hafar Al-Batin. Sân bay này có 1 đường băng dài 3659 m bề mặt nhựa đường.

## Các hãng hàng không và các tuyến điểm
Hiện có các hãng hàng không sau đây đang hoạt động tại sân bay nội địa Hafar Al-Batin:
- Saudi Airlines